# Mystic River (film)
 For alternative betydninger, se Mystic River. (Se også artikler, som begynder med Mystic River)
Mystic River er en amerikansk thriller fra 2003, instrueret og produceret af Clint Eastwood efter manuskript af Brian Helgeland baseret på romanen af samme navn af Dennis Lehane.

## Plot
Ex-gangsteren Jimmys datter er blevet myrdet, og det er vennen Sean, der er politimand på sagen. Samtidig bruger Jimmy sine forbindelser til at starte sin egen efterforskning. Både Jimmy og Sean begynder langsomt at mistænke deres fælles barndomsven Dave. 

## Medvirkende
- Sean Penn
- Tim Robbins
- Kevin Bacon
- Laurence Fishburne
- Marcia Gay Harden
- Laura Linney
- Emmy Rossum
- Thomas Guiry
- Cayden Boyd
- Ari Graynor
- Eli Wallach
- Jonathan Togo

## Ekstern henvisning
- Mystic River på Internet Movie Database (engelsk)
- Mystic River på Filmdatabasen
- Mystic River på Scope
- Mystic River i Svensk Filmdatabas (svensk)
- Mystic River på AlloCiné (fransk)
- Mystic River på MovieMeter (nederlandsk)
- Mystic River på AllMovie (engelsk)
- Mystic River hos American Film Institute (engelsk)
- Mystic Rivers profil hos Encyclopædia Britannica Online (engelsk)
- Mystic River på Turner Classic Movies (engelsk)